# Bo församling
Bo församling var en församling i Strängnäs stift och i Hallsbergs kommun i Örebro län (Närke). Församlingen uppgick 2006 i Bo-Svennevads församling.

## Administrativ historik
Församlingen bildades 1735 genom en utbrytning ur Svennevads församling
Församlingen var till 1882 annexförsamling i pastoratet Svennevad och Bo. Från 1882 till 1962 eget pastorat för att från 1962 till 1983 vara moderförsamling i pastoratet Bo och Svennevad. Från 1983 till 2006 annexförsamling i pastoratet Sköllersta, Bo och Svennevad. Församlingen uppgick 2006 i Bo-Svennevads församling.

## Kyrkor
- Bo kyrka